# Georg-Rendl-Literaturpreis
Der Georg-Rendl-Literaturpreis war ein Literaturpreis der Kammer für Arbeiter und Angestellte für Salzburg. Der Preis für Literatur zur Arbeitswelt wurde nach dem Schriftsteller Georg Rendl (1903–1972) benannt.

## Preisträger
- 1980 Engelbert Obernosterer[1]
- 1984 Christine Haidegger
- 1987 O. P. Zier[2]